# Šomoška (národní přírodní rezervace)
Šomoška je Národní přírodní rezervace na Slovensku v Cerové vrchovině. Nachází se v katastrálním území obce Šiatorská Bukovinka v okrese Lučenec. Vyhlášena byla jako chráněný přírodní výtvor v roce 1954 a její rozloha je 36,62 hektaru. Předmětem ochrany je tvarově výrazný vrch s patrnou sloupcovou odlučností čediče. Na vrcholu stojí zřícenina gotického hradu Šomoška. Vrch, přilehlý k maďarské obci Somoskő, se nachází přímo na hranici s Maďarskem a je k němu přístup z obou zemí.

## Geologie
Čedičový vulkanismus v Karpatech znamenal závěrečnou fázi neogenního vulkanismu. Neogenní sopečná činnost na středním Slovensku souvisela s vývojem Panonské pánve. Při přehřátí zemské kůry došlo na více místech k vzniku zlomů, podél kterých vystupovalo magma až na povrch. Kamenný vodopád je erozí vypreparovaný přírodní výtvor ve svahu kopce, který vznikl před asi čtyřmi miliony let v pliocénu z čedičového magmatu, které ztuhlo pod zemským povrchem v přívodním kanálu bývalé sopky.
Pěti až šestihranná sloupcová odlučnost horniny byla způsobena pomalým chladnutím lávy a je zvlášť typická pro čedič. V ohnuté formě, v níž se vyskytuje v Šomoške se řadí mezi evropské unikáty.[zdroj⁠?!] Bazaltové sloupy byly odkryty při těžbě suroviny na výstavbu hradu.